# Ülo Õun
Ülo Õun, nacido el 30 de abril de 1940 en Tartu y fallecido el 7 de marzo de 1988 en Tallin, fue un escultor de Estonia.

## Datos biográficos
Se graduó en la escuela obligatoria en 1958. Estudió la secundaria en Tartu y luego en la Universidad de Tartu, matemáticas; en 1966 se graduó de la Academia de Bellas Artes, en la especialidad de escultura.
Después de su graduación, Õun trabajó como taxidermista en el Museo de Historia Natural de Estonia, hasta 1971. Posteriormente fue artista independiente.
Õun hizo dos películas: "Mitme tahuga Õun" (Arvo Iho, 1984) y "Pildi sisse minek" (A. Kala, 1986). 

## Obras
- "Kirurg" - (Cirujano-1968)
- "Tuumafüüsik" (Física Nuclear-1969)
- "retrato de  Mikk Mikiver" (1975)
- "Isa ja poeg" (Padre e Hijo" - 1977)
- "Kaljo Põllu" (1978)
- "Voldemar Panso" (1978)
- Monumento a Hermann Adolf Alexander Schmidti en Tartu (1982)
- Retrato en busto de Eduard Vilde en el Instituto Pedagógico de Tallin (1983)
- Retrato en busto de Paul Pinna , teatro "Estonia"(1984)
- Retrato en busto de Theodor Altermann , teatro "Estonia" (1985)
- Monumento a Theodor Altermann en Harju (1985)
- Monumento a August Wilhelm Hupel en Paides (1987)
- "Laura"
- "Perekond" (Familia)

## Premios
- Premio de Arte Kristjan Raud - 1979 (en idioma estonio: Kristjan Raua nimeline kunstipreemia)

## Familia
Estuvo casado con Inara Õuna.